# Zegarmistrz (gra komputerowa)
Zegarmistrz (ang. The Watchmaker) – przygodowa gra firmy Trecision z 2001 roku. 

## Fabuła gry

### Główny wątek
Darryl Boone i Victoria Conroy zostali wysłani do zamku w Austrii w celu unieszkodliwienia grupy ludzi, którzy chcą wykorzystać ukryte w zamku tajemnicze wahadło do przejęcia władzy nad światem. Prowadząc na zmianę obie postacie gracz ma za zadanie powstrzymać ich nim nastanie północ.

### Pozostali bohaterowie
Na zamku pracuje personel składający się z kucharza, ogrodnika, stróża nocnego, gospodyni oraz pokojówki, a ponadto w zamku obecni są zarządca zamku wraz z żoną. Z nimi wszystkimi można prowadzić dialogi na przestrzeni gry, by dojść do sedna sprawy.

### Miejsce akcji
Cała akcja gry odbywa się w zamku w Austrii. Gra nie ma ograniczeń i umożliwia zwiedzanie całego zamku. Na terenie zamku znajduje się ponadto podziemny garaż, szklarnia i domy pracowników. W trakcie gry gracz musi m.in. odkryć tajemnicze przejścia w szklarni, przemierzyć wyschniętą studnię czy włamać się na stare skrzydło zamku.

## Technikalia
W grze wykorzystano grafikę 3D do przedstawienia wszystkich przedmiotów i lokacji. Dostępny jest widok z pierwszej i trzeciej osoby. Osoby obecne w zamku będą wykonywały różną pracę o różnych godzinach. Do dyspozycji gracza pozostaje laptop, na którym zapisywane są najważniejsze informacje o grze, jak również i o poszczególnych pracownikach z zamku.